# Dvadcat' let spustja
Dvadcat' let spustja (Двадцать лет спустя) è un film del 1965 diretto da Aida Ivanovna Manasarova.

## Trama
Nell'inverno del 1919, un gruppo di membri del Komsomol, per ordine del Comitato Rivoluzionario, porta avanti un'attività clandestina in una città occupata dai bianchi. Con finalità cospirative, mettono in scena uno spettacolo amatoriale basato sul romanzo di Alexandre Dumas, lo scrittore preferito di uno dei ragazzi.
Dopo un tentativo fallito di distribuire volantini in uno dei luoghi affollati, la pattuglia militare arresta Sasha Sergeyev. Secondo l'elenco degli attori trovati, il controspionaggio sta per avviare gli arresti.
Sasha non vuole sembrare un traditore agli occhi dei suoi compagni e fugge dalla custodia. Riesce ad arrivare alla villa dei Dombrovsky, dove si trovava la loro comune prima dell'arrivo dei Bianchi, e, a costo della sua, vita mette in guardia i ragazzi sul pericolo.